# Comunicação comunitária
A comunicação comunitária é feita através da participação e do compromisso com a comunidade. Através de ferramentas comunicacionais, a comunidade faz sua comunicação. Por ter um caráter de comunicação voltada para servir à comunidade, esse tipo de comunicação tem como característica identificar e transmitir os interesses da comunidade em que está inserida. 

## Surgimento
Surgiu da necessidade de democratizar a informação, importante alternativa para promover e ampliar o debate sobre as relações entre comunicação, educação e comunidade. Tendo em vista a manipulação de informação pelas grandes empresas de comunicação que dominam o mundo, a comunicação comunitária veio para dar voz às pessoas que por causa dessa manipulação não conseguem se expressar e expor seus problemas.

## Como é feita
Presta serviço à comunidade dando informes, avisos, campanhas, dentre outros; em geral, assuntos voltados diretamente à comunidade. As informações passadas pelos meios de comunicação comunitária são mensagens que incentivam a participação dos moradores na solução de seus problemas. Valoriza-se a cultura local, resgatando a história, as tradições, informando festas e eventos daquela determinada região. 
Feita pela comunidade através de um morador ou moradores, geralmente, a comunicação comunitária vem a cada dia ganhando mais força. As universidades vêm se voltando para esse tipo de comunicação, disciplinas de comunicação comunitárias estão mais presentes nas grades curriculares dos cursos de comunicação no Brasil. E é com essa ajuda que a comunicação comunitária vem crescendo, aliada ao saber universitário e ao saber do povo. Esse intercâmbio universidade-comunidade proporciona a ambas um conhecimento multidisciplinar.

## Importância
Em resumo, acaba sendo a voz da comunidade. A comunicação comunitária pode ser feita através das rádios comunitárias, de televisão comunitária (também chamado de canal comunitário), dos jornais de bairros, de jornal-mural, de rádio-poste, de fanzine, dentre outros. Por causa da falta de espaço na grande mídia, a comunicação comunitária é criada para as comunidades locais, como uma forma de expressão e de resistência a essa discriminação midiática. 
A comunicação comunitária tem outra característica: o trabalho social, tendo em vista que a maioria dos meios de comunicação que trabalham com a comunicação comunitária se sustentam de doações, dentre outros. Então há uma grande força de vontade de fazer comunicação.

## Audiência
O discurso mediado pela comunicação comunitária é voltado a públicos comuns. Por ser produzido por um grupo de pessoas que partilham dos mesmos valores, pode ser destinado para uma perspectiva interna ou externa de acessibilidade. Seus produtores não precisam necessariamente serem profissionais da comunicação. Sua ação tem como foco os atores e perspectivas que, tradicionalmente, permanecem em uma condição de invisibilidade. Os meios comunitários voltam-se, sobretudo, para a mobilização social e a educação informal, trabalhando “com pautas de interesse mais específico de segmentos sociais (assuntos dos bairros, do trabalho, de movimentos sociais, questões de violência, esclarecimentos quanto aos perigos relacionados às drogas e outras problemáticas de segmentos sociais excluídos)”. 

## Conteúdo
A mídia comunitária não pode ser entendida, simplesmente, como um veículo para a exposição de reivindicações. Ver esses bens simbólicos como meros meios para que os ativistas digam o que pensam e querem sobre o mundo seria inapropriado. Tal perspectiva militante evidencia mais uma aplicação do problemático paradigma informacional da comunicação, que é marcado pelas idéias de unidirecionalidade e mecanicismo.
O conteúdo promovido por esse tipo de comunicação não só envia mensagens de um lado, como permite a troca de ideias por duas ou mais partes. A promoção dessa prática fortalece a criticidade dos atores cívicos que se encontram em luta por reconhecimento. Além de dar visibilidade aos atores, a Comunicação Comunitária pode ajudar a reduzir a desigualdade deliberativa que eles enfrentam.   

## Ligações Externas
- Artigo
- Estudo de pós-graduação
- Projeto de mídia alternativa[ligação inativa]
- Slides sobre comunicação comunitária[ligação inativa]